# Rikard Nordraak
Rikard Nordraak (Christiania, 12 giugno 1842 – Berlino, 20 marzo 1866) è stato un compositore norvegese, esponente della cosiddetta «età dell'oro» musicale del suo paese. Data la sua breve esistenza non lasciò opere notevoli per numero e importanza, ma ebbe influenza su Grieg, di cui fu amico, ed è autore dell'inno nazionale norvegese Ja, vi elsker.

## Biografia
Nato Richard Nordraach, era figlio del mastro pittore (imbianchino) Georg Marcus Nordraach (1811-1891) e di Fredrikke Carine Tang (1809-1863); per parte di padre era primo cugino del letterato Bjørnstjerne Bjørnson. La famiglia, originaria della fattoria Nordre Aaker presso il Randsfjord, si era stabilita a Christiania, dove Rikard crebbe fino ai quindici anni.
Sebbene il giovane dimostrasse del talento musicale precoce, il padre lo voleva commerciante e lo inviò quindicenne a Copenaghen presso una scuola professionale. Rikard coltivava però più interesse per la musica, prendendo lezione dal maestro di canto del Teatro reale danese Carl Ludvig Gerlach. Presto (febbraio 1859) avrebbe interrotto gli studi commerciali e si sarebbe recato a Berlino per studiare pianoforte con Kullak e poi anche composizione con Kiel.
Dopo un solo semestre rientrò a Christiania, dove sarebbe rimasto due anni proseguendo entrambi i percorsi di studio con l'organista d'origine tedesca Rudolph Magnus. Entrato in contatto con il violinista Ole Bull, restò affascinato dalla visione nazionalista di questi e dal suo impegno per una scuola nazionale norvegese. Da lui e da Lindeman Nordraak mutuò il senso della musica popolare.
Tornò a Berlino nell'autunno 1861, per restarvi un paio d'anni. Nella città tedesca, oltre ai suoi primi insegnanti, frequentò le sorelle pianiste Ida e Erika Lie. Il sodalizio fu per lui fonte d'ispirazione; innamorato di Erika, le dedicò quella che sarebbe rimasta la sua principale opera per pianoforte, uno Scherzo capriccio detto anche Fjeldbækken (1863), e sempre alle due sorelle sottopose a margine d'una lettera la melodia di Ja, vi elsker.

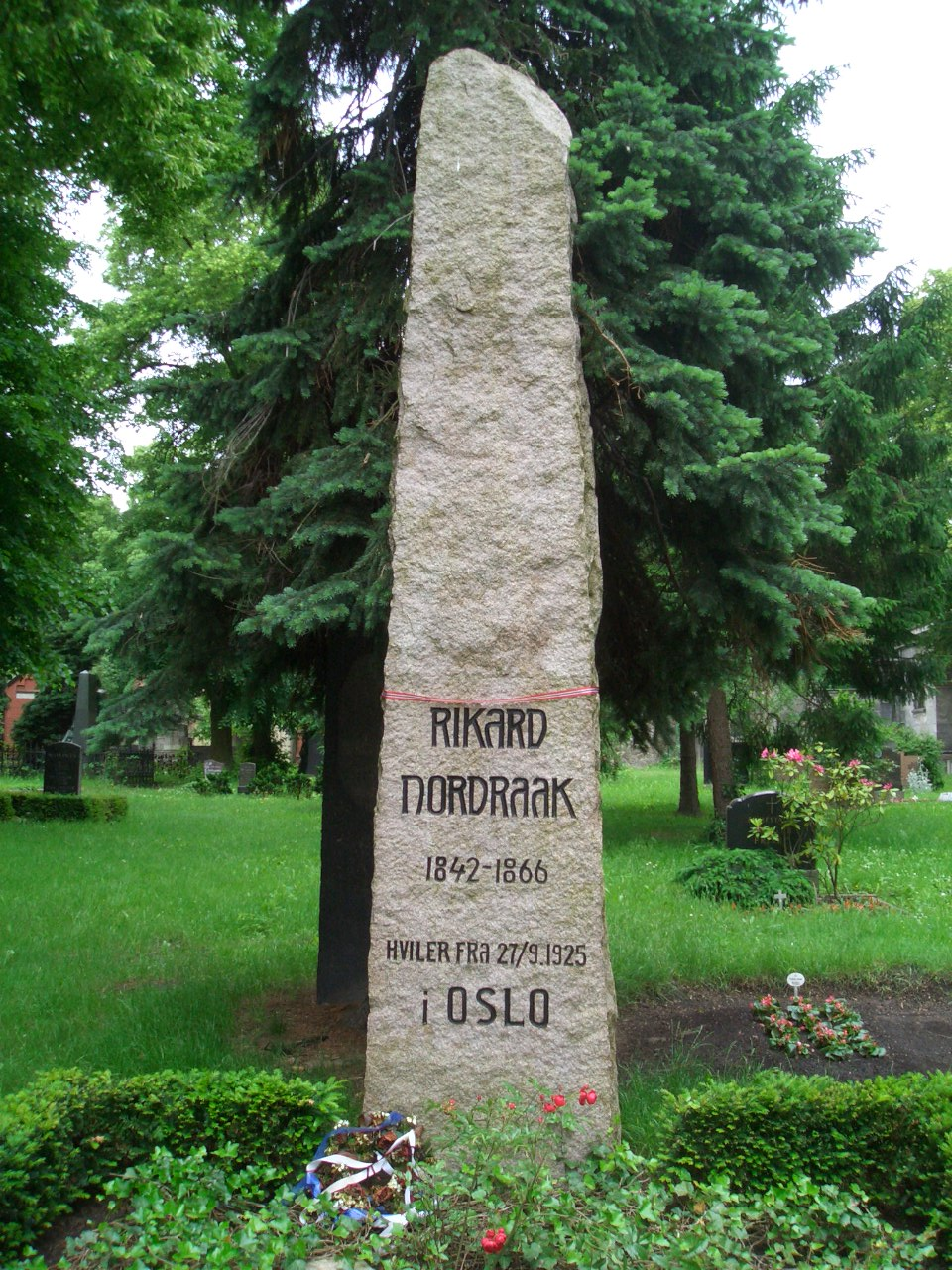
Cippo funebre di Nordraak a Berlino Kreuzberg

Nel 1863 rientrò nuovamente a casa passando per Copenaghen, dove conobbe Grieg. A Copenaghen trascorse anche l'annata 1864-1865, fondandovi nell'inverno, con amici danesi e con Grieg stesso, l'associazione musicale Euterpe. Nel maggio 1865 tornò a Berlino per l'ultima volta. Progettava con Grieg un viaggio in Italia in autunno, ma proprio in ottobre contrasse la tubercolosi di cui sarebbe morto nel marzo 1866, a neppure ventiquattro anni. Fu sepolto nel cimitero della Jerusalemkirche a Kreuzberg, dove si trova ancora il cippo funebre originario. Le ceneri furono traslate in patria al Cimitero del Salvatore nel 1925. Nel 1905, su iniziativa di Grieg, Gustav Vigeland scolpì in onore di Nordraak una statua di steatite, eretta a Kristiania nel 1911.
Grieg, che fu profondamente influenzato dal patriottismo di Nordraak, dedicò all'amico varie composizioni, incluse le Humoresker per pianoforte (quattro caratteristici movimenti di danza popolare norvegese, punto di svolta nella poetica nazionalista dell'autore) e una marcia funebre composta a memoria privata del giovane compositore.

## Opere[2]
- 6 romanze e canzoni (6 Romancer og Sange), op. 1 (testi di Bjørnson, Ewald, Thoresen, 1860-1861)
- Troubadour-Vals (per pianoforte, 1861)
- Canto patriottico norvegese (Ja, vi elsker dette landet, testo di Bjørnson, 1863-1864)
- Canzone di Kåre (Kaares Sang, musica di scena per Sigurd Slembe di Bjørnson, 1863)
- Canzone norvegese (Der ligger et land, testo di Bjørnson, 1863)
- Scherzo capriccio (Fjeldbækken, per pianoforte, 1863)
- 5 poesie norvegesi (5 Norske Digte), op. 2 (testi di Bjørnson e Lie, 1864)
- Maria Stuart i Skotland (musica di scena per la tragedia di Bjørnson, 1864-1865)
- Olav Trygvason (Brede sejl over Nordsjø gaar, testo di Bjørnson, 1865)
- Valse caprice (per pianoforte, non datata; trascrizione orchestrale per Maria Stuart i Skotland di Bjørnson, 1865)